# Hirase Sakugorō
Hirase Sakugorō (平瀬作五郎?  12 de febrero 1856 – 4 de enero 1925) fue un botánico y pintor japonés. Nacido en una familia samurái en Fukui, Hirase descubrió loss espermatozoides del Ginkgo en enero de 1894, antes de Seiichiro Ikeno descubriera los espermatozoides de cícadas.

## Algunas publicaciones
Selecciones relativas a Ginkgo biloba:
- 1894a. Fecundation period of Ginkgo biloba (en japonés) Bot. Mag. Tokyo 8: 7-9.

- 1894b. Notes on the attraction-spheres in the pollen-cells of Ginkgo biloba (en japonés) Bot. Mag. Tokyo 8: 359-60; 361 -364.

- 1895a. Etudes sur le Ginkgo biloba (note pröliminaire). Bot. Mag. Tokyo 9: 239-240.

- 1895b. Etudes sur la föcondation et l´embryogönie du Ginkge biloba (1). J. Coll Sci. imp. Univ. Tokyo 8: 307-3 22.

- 1896a. Spermatozoid of Ginkgo biloba (en japonés) Bot. Mag. Tokyo 10:171.

- 1896b. On the spermatozoid of Ginkgo (en japonés) Bot. Mag. Tokyo 10: 325-328.

- 1897. Untersuchungen über das Verhalten des Pollens von Ginkgo biloba. Bot. Zbl. 49: 33-35..

- 1898. Etudes sur la fécondation et l´embryogénie du Ginkgo biloba (2ª memoria) J. Coll. Sei. imp. Univ. Tokyo 12: 103-149.